# Robert Arteaga
Robert Arteaga Manrique (Santa Cruz de la Sierra, 10 febbraio 1973) è un ex calciatore boliviano, di ruolo centrocampista.